# Fairuza
Fairuza ist ein weiblicher Vorname.

## Herkunft und Bedeutung
Der persische Name ist eine alternative Transkription von فیروزه (Firuzeh). Dieser Name bedeutet im Persischen Türkis (Edelstein). Alternativ kann es eine weibliche Form von Firuz (persisch: فیروز, tadschikisch: Фирӯз) sein. Dieser Name wiederum stammt ab vom persischen پیروز (Piruz) oder فیروز (Firuz) und bedeutet siegreich. Dieser Name wurde von Firuz Shah Tughlaq getragen, einem Sultan von Delhi aus dem 14. Jahrhundert, der viel für den Aufbau der Infrastruktur der Stadt getan hat.
Varianten des weiblichen Namens sind Firoozeh, Firouzeh, Firuzeh. Männliche Formen sind Firouz, Firoz, Firuz, Pirooz, Pirouz, Piruz.

## Bekannte Namensträgerinnen
- Fairuz (* 1934), libanesische Sängerin
- Fairuza Balk (* 1974), US-amerikanische Filmschauspielerin